# Gunbuk-myeon, Okcheon-gun
Gunbuk-myeon (koreanska: 군북면) är en socken i den centrala delen av Sydkorea, 140 km söder om huvudstaden Seoul. Den ligger i kommunen Okcheon-gun i provinsen Norra Chungcheong.